# John van Melle

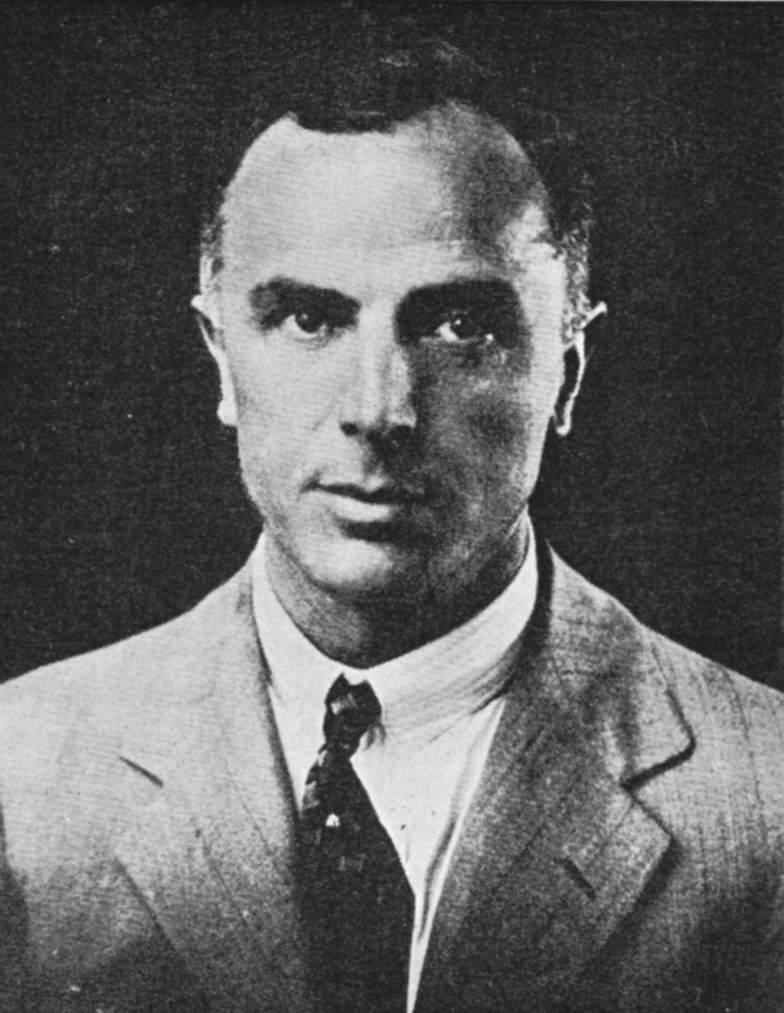
John van Melle

John van Melle (* 11. Februar 1887 in Goes, Niederlande als Johannes van Melle; † 8. November 1953 in Johannesburg, Südafrika) war ein südafrikanischer Schriftsteller.
Aufgewachsen in den Niederlanden, zog er 1906 nach Südafrika und blieb dort dauerhaft ab 1913. Er arbeitete als Lehrer an vielen ländlichen Schulen und begann in den 1930er Jahren, sowohl in Niederländisch als auch in der neu entstehenden Sprache Afrikaans zu veröffentlichen. Van Melles bekanntestes Werk ist der Roman Bart Nel, ein Klassiker der Afrikaans-Literatur. Es erzählt die Geschichte eines Bauern, dessen unbezähmbarer Geist es ihm ermöglicht, die Zerstörung und den Verlust seiner Farm in Kriegszeiten zu überleben und von seiner Frau und seiner Familie verlassen zu werden.

## Werk (Auswahl)
- Dawid Booysen (1933)
- Het stadje op 't groene eiland (1934)
- Gedichten (1935)
- Bart Nel, de opstandeling (1936)
- Die huwelik van Pop le Roux (1935)
- Wraak (1937)
- Paaie wat wegraak (1941)
- En ek is nog hy (1942)
- Die simboliek van die openbaring van Johannes (1942)
- Die profesieë van Daniël (1942)
- Begeestering (1943)
- Denker, kom kyk! (1944)
- Die profesieë van Esegiël (1945)
- Die profesieë van Jesaja (1945)
- Die profesieë van Sagaria (1947)
- Saad wat opkom (1947)
- Die simboliese getalle van die Bybel (1947)